# Forum Holitorium

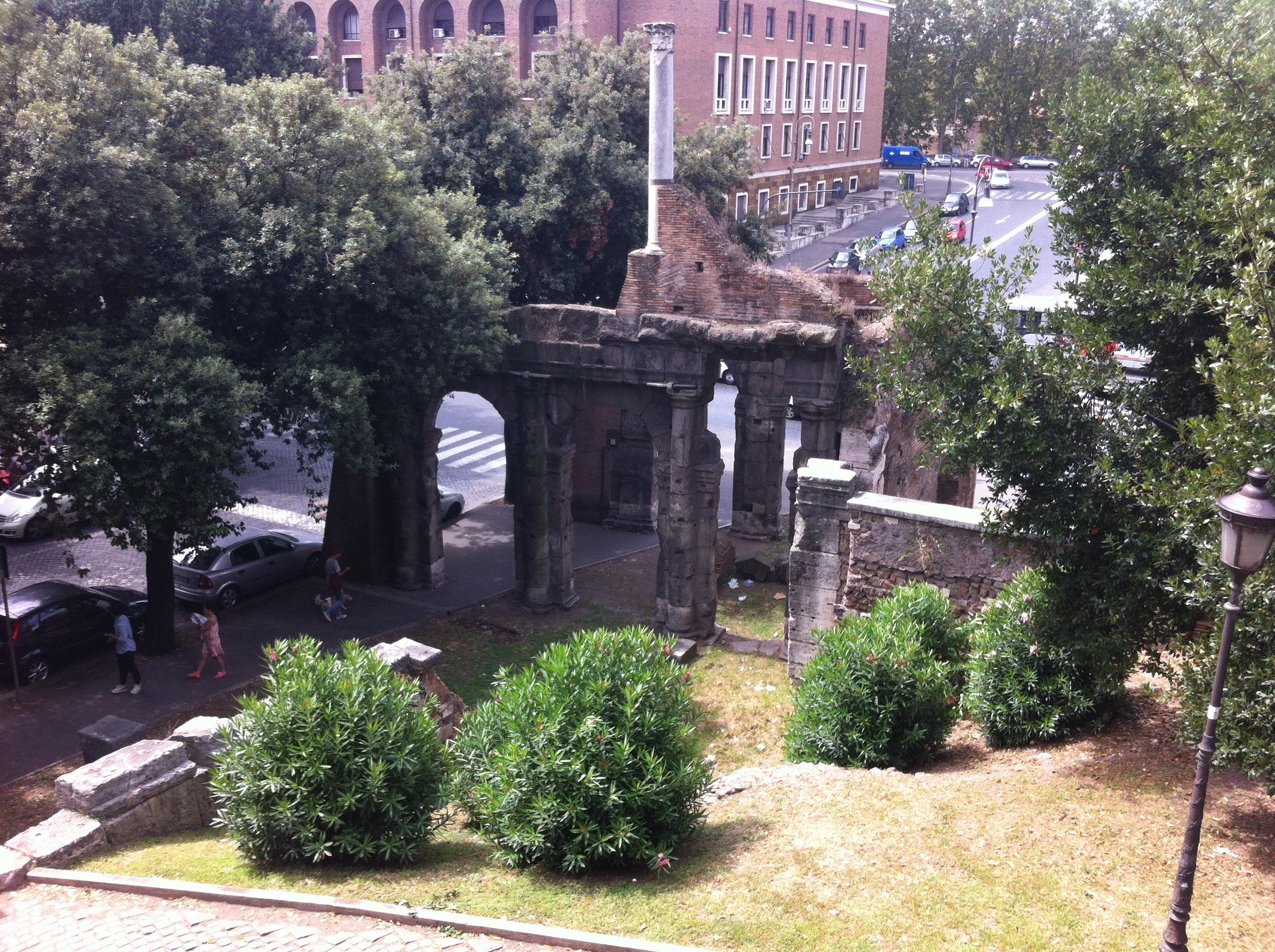
Antika romerska lämningar vid det forna Forum Holitorium.

Forum Holitorium eller Forum Olitorium var det antika Roms grönsakstorg, beläget mellan Capitolium och Tibern. Namnet kommer av latinets olitorius, "grönsaks-".
Torget flankerades på flodsidan av tre tempel, anlagda sida vid sida. De är delvis bevarade och inkorporerade i kyrkan San Nicola in Carcere. Själva kyrkan bevarades, när den omgivande bebyggelsen revs på 1930-talet. Den ligger ovanpå det mellersta templet, ägnat Juno Sospita. Raderna av kolonner som kan ses i de båda ytterväggarna tillhör dock de båda flankerande templen, Janustemplet i norr och templet till Spes i söder.
Janustemplet anlades av Caius Duilius efter segern vid Mylae på Sicilien 260 f.Kr. Även templet till Spes är uppfört av en segerrik fältherre från första puniska kriget, Aulus Attilius Calatinus (250-talet f.Kr.). Det mellersta templet är yngre, uppfört av Caius Cornelius Cethegus (197–194 f.Kr.) efter segern över två galliska stammar i Norditalien.